# Nery Leyes
Nery Francisco Leyes (Córdoba, 5 settembre 1989) è un calciatore argentino, centrocampista dell'Alvarado.

## Caratteristiche tecniche
È una mediano.

## Carriera
È cresciuto nelle giovanili del Talleres (C).